# Vasile Urzică
Vasile Urzică (n. 13 ianuarie 1872, Subcetate – d. 1970) a fost un protopop român unit (greco-catolic), deputat în Marea Adunare Națională de la Alba Iulia, organismul legislativ reprezentativ al „tuturor românilor din Transilvania, Banat și Țara Ungurească”, cel care a adoptat hotărârea privind Unirea Transilvaniei cu România, la 1 decembrie 1918.:p. 375 

## Biografie
Vasile Urzică a fost fiul protopopului Ioan Urzică și studiat teologia la Blaj. După hirotonire a slujit ca preot la Subcetate, apoi ca protopop unit al Gurghiului, cu sediul în comuna natală, Subcetate-Vaviz. La Subcetate a ctitorit noua biserică greco-catolică, de piatră, cu hramul Sf. Dumitru.
Din data de 17 martie 1918 a fost transferat ca protopop de Alba Iulia. În 1 aprilie 1942 a ieșit la pensie și s-a mutat în mod provizoriu la Dumbrăveni, județul Târnava Mică.:p. 376

## Activitatea politică
Vasile Urzică a fost președinte al Consiliului Județean, în repetate rânduri deputat și senator, ales în județul Alba. Ca deputat în Adunarea Națională din 1 decembrie 1918 a reprezentat, în calitate de vicepreședinte al Consiliului Național revoluționar din Alba Iulia. În seara zilei de 30 noiembrie 1918 a ținut un discurs în care i-a salutat pe episcopii Iuliu Hossu și Miron Cristea, precum și pe membrii Partidului Național, în frunte cu Ștefan Cicio-Pop.
În ziua de 1 decembrie 1918 a luat parte la primirea delegaților veniți la Alba Iulia din toate părțile Ardealului. În ziua următoare, 2 decembrie 1918, a ținut un discurs la catafalcul eroului Ioan Arion, care a fost împușcat la Teiuș, de către secui tocmai în momentul când trenul care transporta delegații pentru adunarea din 1 decembrie 1918 a plecat spre Alba-Iulia.:pp. 375-376